# Parvicellularium
Parvicellularium, monotipski rod crvenih algi iz porodice Corallinaceae. Jedina je vrsta morska alga P. leonardoi otkrivena i opisana 2018. godine kod Kavienga u Papui Novoj Gvineji (Nova Irska).
Rod i vrsta taksonomski su priznati.